# Alfonso Maria Massari
Alfonso Maria Massari (Nàpols, 23 de maig de 1854 – Roma, 10 de desembre de 1949) va ser un explorador italià. Alfonso Maria Massari va entrar a l'Acadèmia Naval quan només tenia 15 anys. Participà en un viatge de circumnavegació que durà tres anys (de 1874 a 1877) de la corbeta Vettor Pisani, durant el qual fou promogut a sotstinent de vaixell. A l'edat de 25 anys va ser designat pel ministre de la marina, l'almirall Ferdinando Acton, com a acompanyant del príncep Giovanni Borghese i de l'explorador Pellegrino Matteucci. Exercí el càrrec de "navegador" de l'expedició durant la qual travessaren caminant transversalment el continent africà. El periple començà el 9 de febrer de 1880 des d'Alexandria a Egipte, i els exploradors creuaren el Sud del país, el Darfur i arribaren al cap de 16 mesos a Akassa, al golf de Guinea (Nigèria), el 2 de juliol de 1881. Li fou atorgada la Medalla d'Or del Congrés Geogràfic Internacional, arran del caràcter excepcional d'aital empresa juntament amb Matteucci, el qual havia mort abans. Per tal d'honorar els seus mèrits, el rei Leopold II de Bèlgica donà al comandant Massari el comandament d'una nau. A bord d'aquesta va navegar molts mesos pel riu Likuala, afluent del riu Congo, encarregat de la tasca de dibuixar-ne un mapa fins a l'equador amb tots els diversos afluents menors. Els anys següents va desenvolupar diversos càrrecs diplomàtics i comercials al Japó i als Estats Units. Després de la seva jubilació, el 1892, va fundar el primer Ufficio Brevetti italiano. A la seva mort rebé els honors militars del Ministeri de la Marina italiana.